# We Baby Bears - Siamo solo baby orsi
We Baby Bears - Siamo solo baby orsi (We Baby Bears) è una serie televisiva animata statunitense del 2022, sviluppata da Manny Hernandez e prodotta da Cartoon Network Studios.
La serie, che è uno spin-off della serie animata creata da Daniel Chong We Bare Bears - Siamo solo orsi, ha un'influenza degli anime che è stata presentata in anteprima mondiale il 1º gennaio 2022. Il 31 gennaio 2022, la serie è stata rinnovata per una seconda stagione. In Italia la serie va in onda su Cartoon Network dall'11 aprile 2022 e in chiaro su Boing dal 15 novembre dello stesso anno.

## Trama
La serie segue le vicende di Grizzly, Panda e Orso Bianco da bambini, alla ricerca di una nuova casa in una scatola magica di teletrasporto.

## Episodi
| Stagione         | Episodi | Prima TV USA | Prima TV Italia |
| ---------------- | ------- | ------------ | --------------- |
| Prima stagione   | 40      | 2022-2023    | 2022-2023       |
| Seconda stagione | 15      | 2023-        | 2024-           |

## Personaggi e doppiatori
| Personaggio | Doppiatore originale | Doppiatore Italiano |
| ----------- | -------------------- | ------------------- |
| Grizzly     | Connor Andrade       | Maura Cenciarelli   |
| Panda       | Amari McCoy          | Ilaria Giorgino     |
| Orso Bianco | Max Mitchell         | Barbara Villa       |
| Narratore   | Demetri Martin       | Fabio Gervasi       |

- Voci aggiunte: Letizia Ciampa, Ilaria Latini, Barbara De Bortoli, Perla Liberatori, Alessio Puccio, Fabrizio De Flaviis, Davide Garbolino, Simone Crisari, Stefano Crescentini